# Shahin Mammadov
Shahin Isgandar oglu Mammadov (en azerí: Şahin İsgəndər oğlu Məmmədov; Raión de Qazakh, 10 de enero de 1961) es Viceministro del Interior de la República de Azerbaiyán - comandante de las Tropas Internas de Azerbaiyán.

## Biografía
Shahin Mammadov nació el 10 de enero de 1961 en Qazakh. 
En 1986 se graduó de la Escuela Superior de Mando Militar de Saratov. En 1999 completó los cursos académicos en la Academia Militar de la República de Azerbaiyán.
En 1986-1992 sirvió en las Tropas Internas del Ministerio de Asuntos Internos de la Unión Soviética. En 1992-1997 se desempeñó en las Tropas Internas del Ministerio del Interior de Azerbaiyán como jefe de batallón, comandante adjunto de brigada.
El 15 de noviembre de 2013 fue nombrado Viceministro del Interior de la República de Azerbaiyán y  Comandante de las Tropas Internas de Azerbaiyán. Recibió el rango militar mayor general en 2011 y teniente general en 2015.

## Premios y títulos
- Orden “Por la Patria” (2012)
- Orden de la Bandera de Azerbaiyán (2019)
- Orden Karabaj (2020)[3]